# 于利·布菲
于利·布菲（Ylli Bufi） (1948年5月25日—地拉那) 阿尔巴尼亚的政治家，在1991年曾短暂担任第25任阿尔巴尼亚总理，他是阿尔巴尼亚社会党国会议员。
于利·布菲是一名训练有素的化学工程师，他的父亲索·布菲是阿尔巴尼亚劳动党高级官员，与恩维尔·霍查关系密切。60年代后期，于利·布菲在轻工和食品工业部任职，后升任该部副部长，1989年任部长。1991年6月4日，以法托斯·纳诺为首的前政府宣布辞职，阿利雅总统5日任命43岁的布菲为“稳定联合政府”新总理。12月4日民主党领袖萨利·贝里沙宣布民主党退出联合政府，布菲被迫提出辞职。